# Бабаївська селищна рада
Бабаї́вська се́лищна ра́да — адміністративно-територіальна одиниця та орган місцевого самоврядування в Харківському районі Харківської області. Адміністративний центр — селище міського типу Бабаї.

## Загальні відомості
Бабаївська селищна рада утворена в 1920 році.
- Територія ради: 29,14 км²
- Населення ради: 7 411 особа (станом на 2001 рік)
- Територією ради протікає річка Уди.

## Населені пункти
Селищній раді підпорядковані населені пункти:
- смт Бабаї
- с-ще Затишне

## Склад ради
Рада складається з 30 депутатів та голови.
- Голова ради: Мороз Олександр Васильович
- Секретар ради: Орєхова Любов Валентинівна

### Керівний склад попередніх скликань
| Прізвище, ім'я, по батькові | Основні відомості                                                                    | Дата обрання | Дата звільнення |
| --------------------------- | ------------------------------------------------------------------------------------ | ------------ | --------------- |
| Мороз Олександр Васильович  | Селищний голова, 1956 року народження, освіта незакінчена вища, член Партії регіонів | 26.03.2006   | 31.10.2010      |
| Мороз Олександр Васильович  | Селищний голова, 1956 року народження, освіта незакінчена вища, член Партії регіонів | 31.10.2010   |                 |

Примітка: таблиця складена за даними сайту Верховної Ради України

### Депутати
За результатами місцевих виборів 2010 року депутатами ради стали:

#### За суб'єктами висування
| Суб'єкт висування                          | Кількість обраних депутатів | %   |
| ------------------------------------------ | --------------------------- | --- |
| Партія регіонів                            | 21                          | 70  |
| Зелена екологічна партія України «Райдуга» | 6                           | 20  |
| Самовисування                              | 2                           | 6,7 |
| Партія «Відродження»                       | 1                           | 3,3 |

#### За округами
| № округу                                   | Прізвище, ім'я, по батькові      | Дата визнання обраним | Освіта             | Партійна приналежність                            | Відомості про обраного депутата                            |
| ------------------------------------------ | -------------------------------- | --------------------- | ------------------ | ------------------------------------------------- | ---------------------------------------------------------- |
| Зелена екологічна партія України «Райдуга» |                                  |                       |                    |                                                   |                                                            |
| 1                                          | Апазіді Віктор Юрійович          | 04.11.2010            | середня            | член Зеленої екологічної партії України «Райдуга» | тимчасово не працює                                        |
| 14                                         | Гончаренко В'ячеслав Миколайович | 04.11.2010            | середня            | член Зеленої екологічної партії України «Райдуга» | приватний підприємець                                      |
| 23                                         | Панченко Віктор Олександрович    | 04.11.2010            | середня            | член Зеленої екологічної партії України «Райдуга» | ФОП «Котляр», ювелір                                       |
| 27                                         | Момон Юрій Миколайович           | 04.11.2010            | вища               | член Зеленої екологічної партії України «Райдуга» | тимчасово не працює                                        |
| 29                                         | Щепін Олександр Олександрович    | 04.11.2010            | вища               | член Зеленої екологічної партії України «Райдуга» | пенсіонер                                                  |
| 30                                         | Марченко Євген Анатолійович      | 04.11.2010            | середня            | член Зеленої екологічної партії України «Райдуга» | тимчасово не працює                                        |
| Партія «ВІДРОДЖЕННЯ»                       |                                  |                       |                    |                                                   |                                                            |
| 2                                          | Задорожний Віктор Миколайович    | 04.11.2010            | середня            | член Партії «ВІДРОДЖЕННЯ»                         | Південна залізниця, депо Основа, оглядач ремонту вагонів   |
| Партія регіонів                            |                                  |                       |                    |                                                   |                                                            |
| 3                                          | Орєхова Любов Валентинівна       | 04.11.2010            | середня            | член Партії регіонів                              | Бабаївська селищна рада, секретар ради і виконкому         |
| 4                                          | Бурканов Віктор Валентинович     | 04.11.2010            | середня            | член Партії регіонів                              | Бабаївчський ВУЖКГ, водій                                  |
| 5                                          | Блага Світлана Миколаївна        | 04.11.2010            | середня            | член Партії регіонів                              | Мерефянська філія ЗАТ «Обленерго», контролер               |
| 6                                          | Забара Ольга Сергіївна           | 04.11.2010            | вища               | член Партії регіонів                              | Бабаївська загальноосвітня школа І-ІІІ ст., директор       |
| 7                                          | Вознюк Валентина Анатоліївна     | 04.11.2010            | вища               | член Партії регіонів                              | Бабаївський ясла-садок, вихователь                         |
| 9                                          | Васильчикова Олена Ігорівна      | 04.11.2010            | середня спеціальна | член Партії регіонів                              | Бабаївська селищна рада, економіст                         |
| 10                                         | Мельник Тетяна Сергіївна         | 04.11.2010            | вища               | член Партії регіонів                              | Бабаївська загальноосвітня школа І-ІІІ ст., завуч          |
| 11                                         | Ткаченко Дмитро Григорович       | 04.11.2010            | середня спеціальна | член Партії регіонів                              | приватний підприємець                                      |
| 12                                         | Кукурудза Ніна Павлівна          | 04.11.2010            | вища               | член Партії регіонів                              | Харківський національний економічний університет, методист |
| 13                                         | Гула Олена Іванівна              | 04.11.2010            | вища               | член Партії регіонів                              | Харківська районна рада, начальник відділу                 |
| 15                                         | Огерь Любов Іванівна             | 04.11.2010            | середня            | член Партії регіонів                              | пенсіонер                                                  |
| 16                                         | Єрохін Сергій Олександрович      | 04.11.2010            | вища               | член Партії регіонів                              | приватний підприємець                                      |
| 17                                         | Шепель Алевтина Анатоліївна      | 04.11.2010            | вища               | член Партії регіонів                              | Бабаївський Будинок культури, керівник гуртка              |
| 18                                         | Романенко Олена Володимирівна    | 04.11.2010            | вища               | член Партії регіонів                              | приватний підприємець                                      |
| 19                                         | Борівський Роман Анатолійович    | 04.11.2010            | вища               | член Партії регіонів                              | тимчасово не працює                                        |
| 20                                         | Підченко Ніна Петрівна           | 04.11.2010            | вища               | член Партії регіонів                              | Бабаївська селищна рада, землевпорядник                    |
| 21                                         | Галкіна Ольга Петрівна           | 04.11.2010            | середня спеціальна | член Партії регіонів                              | Харківський районний суд, секретар                         |
| 22                                         | Бельська Людмила Юріївна         | 04.11.2010            | середня            | член Партії регіонів                              | приватний підприємець, перукар                             |
| 24                                         | Ільяшенко Тетяна Вікторівна      | 04.11.2010            | вища               | член Партії регіонів                              | приватний підприємець                                      |
| 26                                         | Полянський Михайло Олексійович   | 04.11.2010            | вища               | член Партії регіонів                              | Бабаївська поліклініка, сімейний лікар                     |
| 28                                         | Ходун Сергій Сергійович          | 04.11.2010            | середня            | член Партії регіонів                              | Бабаївський ВУЖКГ, наглядач цвинтаря                       |
| Самовисування                              |                                  |                       |                    |                                                   |                                                            |
| 8                                          | Оковита Ніна Іванівна            | 04.11.2010            | середня спеціальна | позапартійна                                      | тимчасово не працює                                        |
| 25                                         | Зубчук Зоя Степанівна            | 04.11.2010            | вища               | позапартійна                                      | Бабаївська селищна рада, головний бухгалтер                |